# Bernadette Després

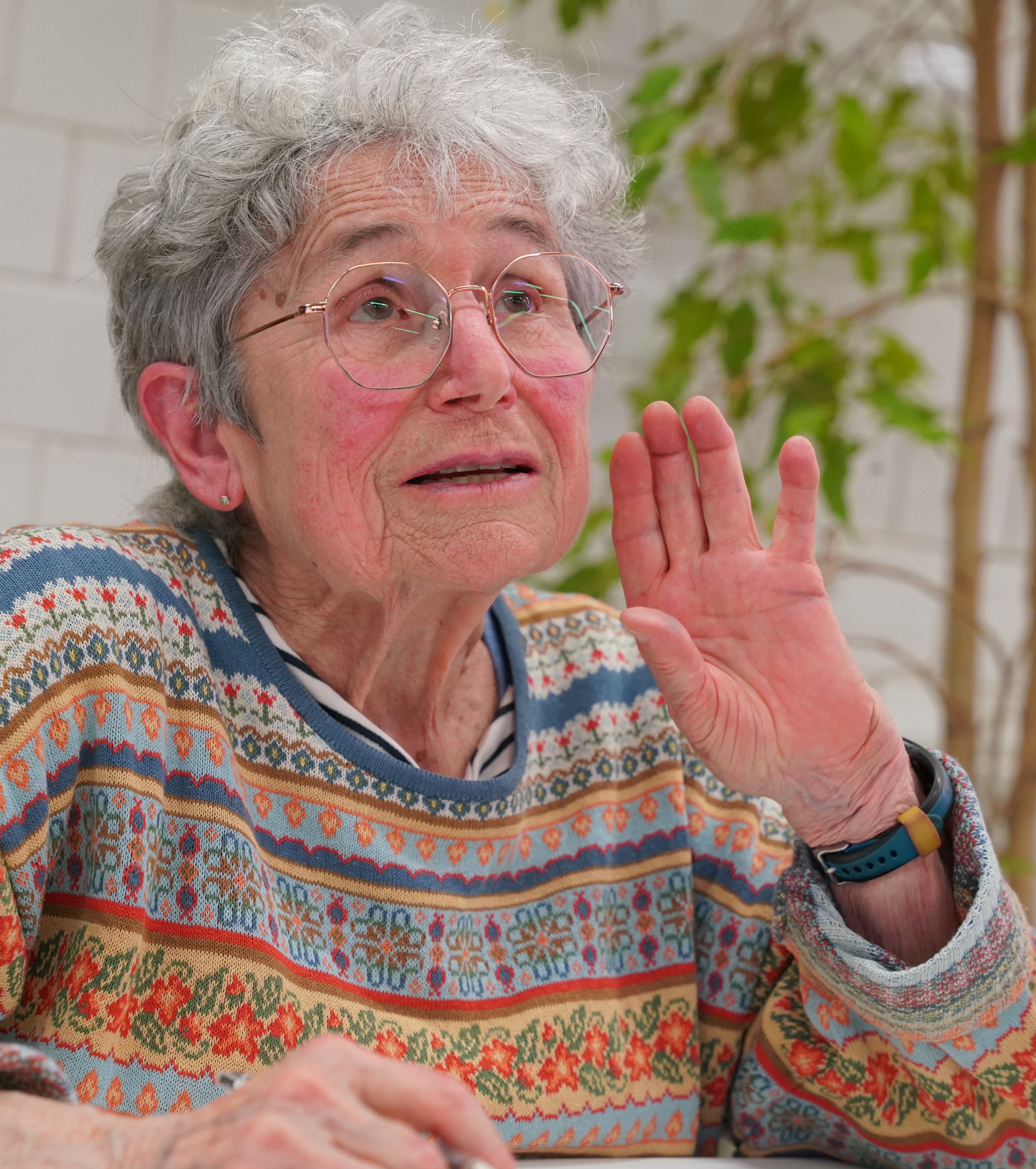
Bernadette Després im Cellier d’expédition Mumm, Reims, 2024.

Bernadette Després (* 28. März 1941 in Paris; † 19. November 2024) war eine französische Illustratorin und Comic-Autorin.
Sie ist vor allem als Illustratorin der 1977 entstandenen Tom-Tom et Nana-Serie bekannt, die in der Zeitschrift J’aime lire erschien, anfangs in kleinen Alben, von denen 15 Millionen Alben verkauft wurden. Die Serie hat eine so außergewöhnliche Dauer, dass sich der Verleger entschieden hatte, Després fest zu engagieren, eine seltene Situation in der Welt der französischen Comics.

## Leben
Bernadette Després wurde am 28. März 1941 geboren. Sie ist das fünfte von acht Kindern Sie nahm Unterricht an der École des Arts Décoratifs (Schule für dekorative Kunst) in der Rue Beethoven in Paris. Sie begann als Illustratorin für die Zeitungen der Bayard Presse (Groupe Bayard) zu arbeiten und dann für verschiedene Kinderverlage. Die éditions La Farandole veröffentlichte 1965 ihr erstes Buch und sie wurde zur Illustratorin von „Hausautoren“ wie Madeleine Gilard und Andrée Clair.
Sie ist von der Ausdrucksweise kleiner Kinder angezogen und nahm an Aktivitäten teil, die in Schulen rund um ihre Alben organisiert werden. Ihr erstes Werk war 1965 „Annie erledigt den Einkauf“ (Annie fait les courses). Ab 1973 produzierte sie mit Évelyne Reberg Spielbücher, darunter Ma ville à l’envers (Meine Stadt auf dem kopf, 1975).
1974 bezog sie ihre Werkstatt in Givraines (Loiret).
Bernadette Després ist die Illustratorin der berühmten Tom-Tom et Nana-Serie, die 1977 entstand. Die Serie wurde von Jacqueline Cohen, dann ab 1986 von Évelyne Reberg verfasst. Die Serie erschien im Magazin J’aime lire und wurde später in eigenen Alben veröffentlicht. 15 Millionen Exemplare wurden verkauft. Die Serie wurde bis 2009 geführt. Als seltener Fall in der Welt der Comics wurde Bernadette Després von ihrem Verleger fest angestellt. Diese Serie ist von der Offenheit von Bécassine inspiriert, und erzählt die Abenteuer eines 9-jährigen Jungen, Tom-Tom, und seiner Schwester Nana, 6 Jahre. Der Stil von fragiler Naivität, der schon am Einband zu erkennen ist, erinnert an die Art und Weise, wie Kinder zeichnen. Després zeichnete auch die  Serie Lulu bei Astrapi. Sie bereitet zahlreiche Illustrationen in Form von Comics vor und stellt auf humorvolle Weise Texte aus dem Alltag von Kindern und Familien dar.
2019 war sie Gast bei dem Festival International de la Bande Dessinée d’Angoulême.
Bernadette Després starb am 19. November 2024 im Alter von 83 Jaren. Sie wurde in Yèvre-le-Châtel (Yèvre-la-Ville, Loiret) bestattet.

## Werke

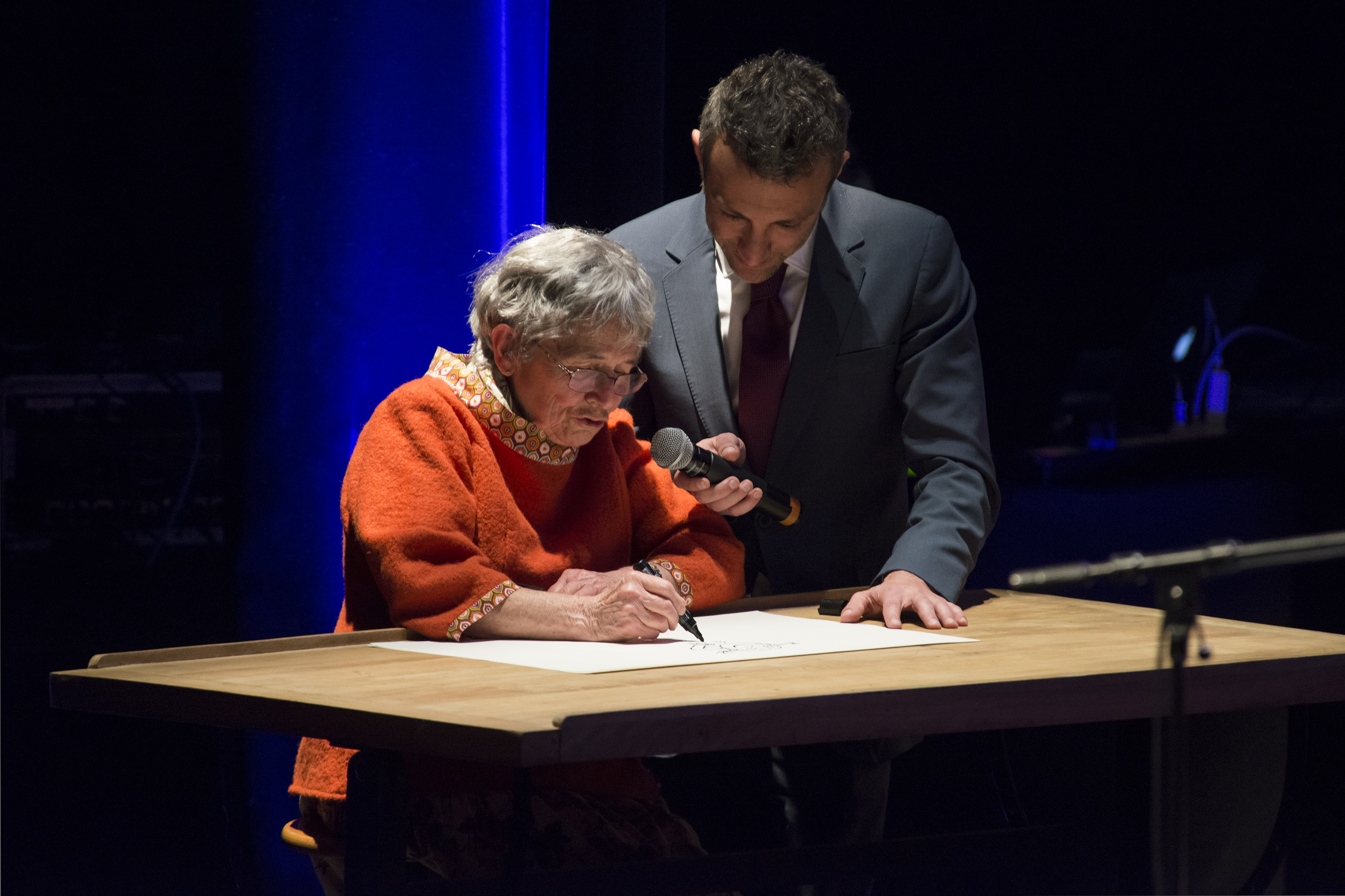
Bernadette Després beim Zeichnen von Tom-Tom et Nana beim Festival d’Angoulême 2019.

- Annie fait les courses (Annie geht einkaufen), coll. «mille images», éditions La Farandole 1965
- Valérie fait de la peinture (Valérie malt), coll. «mille images», éditions La Farandole 1969
- Valérie et la voiture orange (Valérie und das orangefarbene Auto), coll. «mille images», éditions La Farandole 1973
- Ma rue (Meine Straße), mit Jacqueline Cohen, ODEGE 1973
- Ma petite école (Meine kleine Schule), Bayard 1976
- Nicole et Djamila, La Farandole 1978
- Loulou trouve-tout (Loulou findet alles), Bayard Presse 1983
- La Fête de mon école (Meine Schulparty), Centurion 1985
- Les Chansons que je chante à mes enfants (Die Lieder, die ich meinen Kindern singe), Bayard 1985
- Chez moi, c’est comme ça! (Bei mir ist das so!), Centurion 1985
- Pinou le lapin de mon école (Pinou, der Hase aus meiner Schule), Centurion 1986
- Une journée d’été chez grand-père et grand-mère (Ein Sommertag bei Opa und Oma), Centurion 1987
- Les Mots de Zaza (Die Worte von Zaza), Bayard 1987, rééditions 1991, 2000, 2003
- La Baguette magique de Yocki-Splock (Yocki-Splocks Zauberstab), le Sorbier 1992
- Attention ne bougeons plus (Sei vorsichtig, bewegen wir uns nicht), Le Sorbier 1992
- Les Dubronchon et leur Dubronchette, Bayard 1993
- Passeport pour l’école (Reisepass zur Schule), Bayard Presse 1995
- L’Ogre et la Févette (Der Oger und die Févette), L’Harmattan 1995
- Disparition à répétition (Verschwinden und Auftauchen), Bayard Presse 1996
- Lili Moutarde, Petit à Petit 2003
- Poucette, Canard et le Petit Pois (Däumelinchen, Ente und Erbse), Éponymes 2010
- Albert trouve sa “voix” (Albert findet seine „Stimme“), mit Arnaud Roi, éditions Adabam 2011
- 36 Bände Tom-Tom et Nana ab 1977 in J’aime lire
- La Reine des dragons (Die Königin der Drachen), Éponymes 2015

## Auszeichnungen

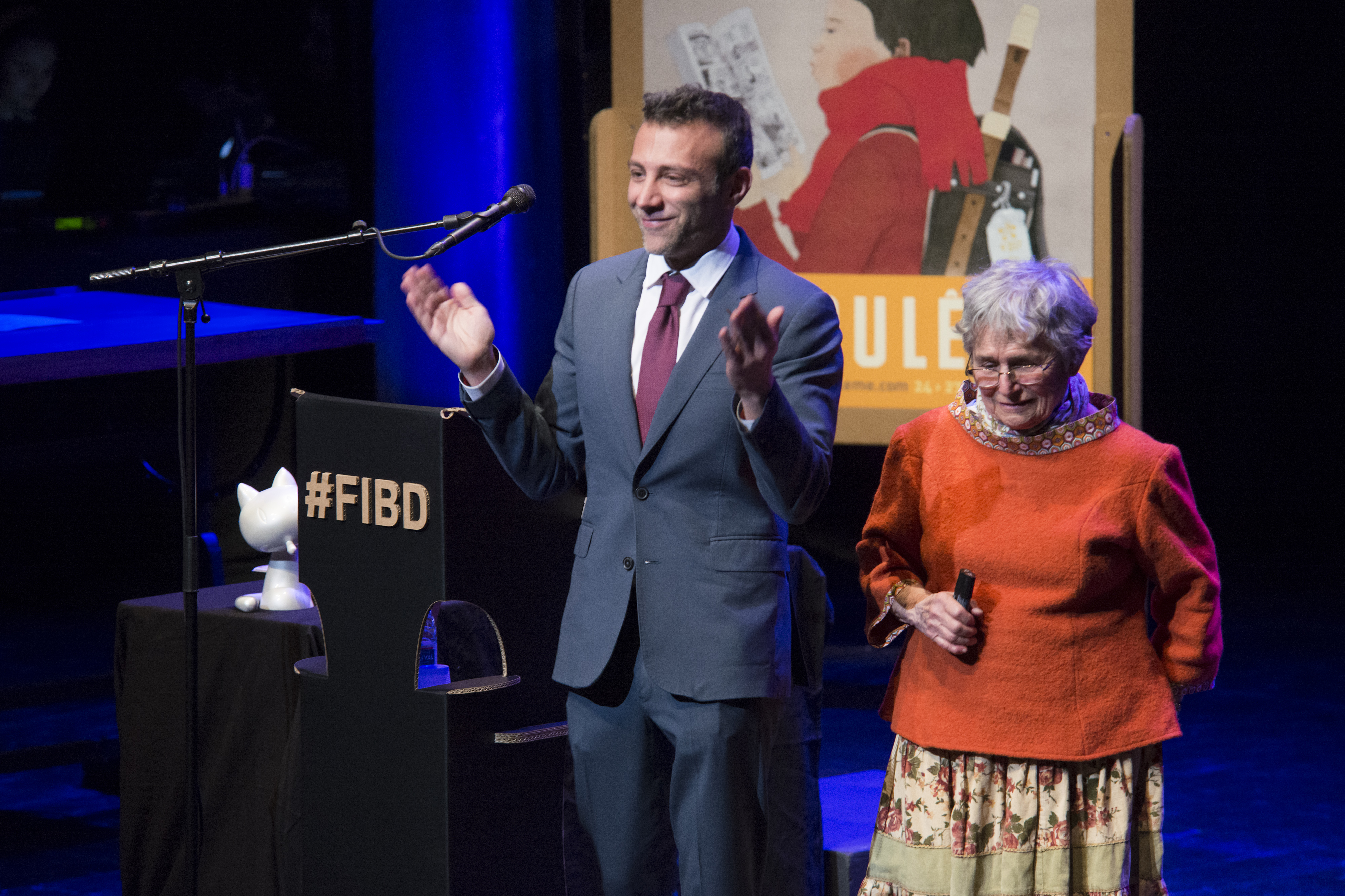
Bernadette Després beim Festival d’Angoulême 2019.

- 1990: prix RTL pour Radio casserole et les premiers de la casse[7]
- 1993: prix Versaele de La ligue des Familles de Belgique
- 1999: prix Alph-Art jeunesse, 7/8 ans Angoulême pour Dégâts à gogo
- September 2001: Sonderpreis für Jugendpublikum beim Festival de Darnétal für Tom-Tom et Nana[7]
- 2002: lauréate du grand prix de l’humour, Salon international du dessin de presse et d’humour, Saint-Just-le-Martel (Haute-Vienne)[7]
- 2019: Fauve d’honneur überreciht durch Stéphane Beaujean, Festival d’Angoulême. prix Découvertes.[8]

### Ehrungen
- Siegel der Légion d’honneur (31. Dezember 2020), „auteure et illustratrice d’ouvrages pour la jeunesse; 56 ans de services“ (Autorin und Illustratorin von Jugendwerken; 56 Dienstjahre).[9] Verliehen am 28. August 2021.[10]

## Ausstellungen
- 2017: Ausstellung im André-François Centre (Centre Régional de Ressources sur l’Album et l’Illustration, Margny-lès-Compiègne, Oise) 25. April bis 26. August 2017: Bernadette Després, Annie, Valérie, Nicole... Tom-Tom et Nana.
- 2019: Festival d’Angoulême: Tout Bernadette Després[11] Sie entwarf auch eines der drei Plakate für das Festival, auf dem sie sich selbst als Kind mit den Lesungen ihrer Jugend, Alben von Bécassine, Tintin, Zig et Puce, Gédéon, La Famille Fenouillard und Le Bon Toto et le Méchant Tom darstellte[12]